# Mark Mills
Pour les articles homonymes, voir Mills.
Mark Mills, né le 6 août 1963  à Genève, est un écrivain britannique, auteur de romans et de scénarios.

## Œuvres

### Scénarios
- One Night Stand, court métrage  de Bill Britten, 1993

- Festival Premiers Plans d'Angers : meilleur scénario
- The Lost Son de Chris Menges, 1999
- Global Heresy de Sidney J. Furie, 2002
- The Reckoning de Paul McGuigan, 2004

### Romans
- Amagansett, 2004 (réédité sous le titre The Whaleboat House)

- Crime Writers' Association : John Creasey Dagger
- traduit en français sous le titre Amagansett par Patricia Petit, Paris, Éditions Calmann-Lévy, coll. « Calmann-Lévy suspense », 2005, 427 p.  (ISBN 2-7021-3522-6)
- The Savage Garden, 2006

- traduit en français sous le titre Le Jardin des ombres par Johan-Frédérik Hel Guedj, Paris, Éditions Calmann-Lévy, 2008, 324 p.  (ISBN 978-2-7021-3915-8)
- The Information Officer, 2009

- traduit en français sous le titre L’Officier de Malte  par Isabelle Taudière, Paris, Éditions Calmann-Lévy, 2010, 312 p.  (ISBN 978-2-7021-4137-3)
- House of the Hanged, 2011
- The Long Shadow, 2012
- Waiting For Doggo, 2014

- traduit en français sous le titre En attendant Doggo par Florence Hertz, Paris, Éditions Belfond, coll. « Littérature étrangère », 2016, 180 p.  (ISBN 978-2-7144-5867-4)